# Pseudalastor xanthozonellus
Pseudalastor xanthozonellus är en stekelart som beskrevs av Vecht 1981. Pseudalastor xanthozonellus ingår i släktet Pseudalastor och familjen Eumenidae. Inga underarter finns listade i Catalogue of Life.